# 鑽石大劫案：極盜戰
《鑽石大劫案：極盜戰》（英語：Den of Thieves 2: Pantera）是一部2025年美國搶劫動作劇情片，2018年電影《極盜戰》的續集，由克里斯汀·固德佳斯編導，傑瑞德·巴特勒、小歐席亞·傑克森、艾文·艾哈邁德、薩爾瓦托雷·艾斯波西多、梅多·威廉士和史文·提米爾主演。劇情設定於前集之後，講述老大尼克·歐布萊恩（Big Nick O'Brien，巴特勒飾演）警探前往歐洲，以緝捕展開下一次行動的唐尼·威爾森（Donnie Wilson，傑克森飾演），並捲入了黑手黨「黑豹」（Panther）的危險世界之中。電影取材自2003年安特衛普鑽石搶劫案。
本片2025年1月10日在美國上映。

## 演員
- 傑瑞德·巴特勒[6]飾演尼可拉斯·「老大尼克」·歐布萊恩警探（Detective Nicholas "Big Nick" O'Brien）
- 小歐席亞·傑克森[6]飾演唐尼·威爾森（Donnie Wilson）
- 艾文·艾哈邁德（英语：Evin Ahmad）[7]飾演喬瓦娜（Jovanna）
- 薩爾瓦托雷·艾斯波西多（英语：Salvatore Esposito (actor)）[7]飾演史拉夫科（Slavko）
- 梅多·威廉士（英语：Meadow Williams）飾演霍莉（Holly）
- 史文·提米爾（英语：Swen Temmel）飾演米蘭·洛夫倫（Milan Lovren）
- 麥可·比斯平[8]飾演康納（Connor）
- 歐利·蘇卡（英语：Orli Shuka）[7]飾演杜希科（Dushko）
- 克利斯汀·索里莫諾（英语：Cristian Solimeno）[7]飾演佛羅倫斯（Florentin）
- 娜西米耶·欧拉尔（英语：Nazmiye Oral）[7]飾演查瓦（Chava）
- 亞森·扎茨·亞圖爾（Yasen Zates Atour）[7]飾演雨果（Hugo）
- 朱塞佩·斯基拉奇（Giuseppe Schillaci）[7]飾演穆薩（Moussa）
- 迪諾·凱利（Dino Kelly）[7]飾演沃科（Volko）
- 里科·費爾胡芬（英语：Rico Verhoeven）飾演維果（Vigo）
- 維利柏·托皮可（英语：Velibor Topić）飾演米林科（Mirinko）
- 安東尼奧·巴斯托夫（Antonio Bustorff）[7]飾演塔米（Tamy）
- 西里尔·盖恩飾演帕普（Pape）

## 製作
《極盜戰》在2018年上映後，續集的開發工作展開，克里斯汀·固德佳斯將回歸擔任編導，傑瑞德·巴特勒和小歐席亞·傑克森也會回歸出演各自的角色。續集《鑽石大劫案：極盜戰》原定2022年開始拍攝。電影2023年4月至7月在英國和加那利群岛進行主要拍攝，麥可·比斯平也回歸演出，其他新演員已簽約參演。圣克鲁斯-德特内里费的主要街道為了拍攝而在一些地方做出更動，比如建立一間警察局、珠寶店以及營造出法國風情的當地的酒吧。
固德佳斯在接受Screen Rant網站的採訪中稱，本片取材自2003年安特衛普鑽石搶劫案。

## 發行
在2023年坎城電影市場上，布里亞克利夫娛樂買下了《鑽石大劫案：極盜戰》的發行權，預定2024年年底在美國上映，Sierra/Affinity則負責本片的國際銷售。2024年5月，狮门影视公司宣布擁有美國發行權，將本片定檔2025年1月10日上映。

## 外部連結
- 互联网电影数据库（IMDb）上《鑽石大劫案：極盜戰》的资料（英文）